# 阿夫兰克
阿夫兰克，是西班牙卡斯蒂利亚-拉曼恰瓜达拉哈拉省的一个市镇。总面积51平方公里，总人口152人（2001年），人口密度3人/平方公里。